# Iglesia de Nuestra Señora de la Asunción (Albaladejo del Cuende)
La iglesia de Nuestra Señora de la Asunción es un edificio del municipio español de Albaladejo del Cuende, en la provincia de Cuenca. Hoy día se encuentra en ruinas.

## Historia
Está ubicada en la cima de un cerro. La iglesia aparece descrita en el primer volumen del Diccionario geográfico-estadístico-histórico de España y sus posesiones de Ultramar de Pascual Madoz, en la entrada correspondiente a Albaladejo del Cuende, de la siguiente manera:

y la igl. parr. (la Asuncion de Ntra. Sra.) de primer ascenso, colocada en la cima de un cerro bastante elevado, por lo que el piso hasta ella es incómodo, servida por el párroco, un beneficiado y un sacristan, y perteneciente á la abadia llamada de las Valeras; en su media naranja y sacristia hay principiadas obras de consideracion.
(Madoz, 1845, p. 284)

Se encuentra en ruinas. Desde el Ayuntamiento se han solicitado ayudas a la Diputación Provincial para la rehabilitación del inmueble.